# シルエットパズル
シルエットパズルとは、様々な形のピースを組み合わせて形を作るパズル。問題となる枠やシルエットが提示され、与えられているピースをいかに使って同じ形を作るかを考察することから、この名称がある。他に「知恵板」、英語ではDissection puzzle等とも。

## 歴史
記録に残っている最も古いシルエットパズルは紀元前3世紀頃のギリシアで生まれたとされている。「アルキメデスの小筥」又は「ストマッキオン」と呼ばれるこのパズルは正方形を14片に分割した物である。このパズルは道具を使うパズル全般の中でも、最も古いパズルとされる。
タングラムについては、中国の宋の時代に黄伯思という人物が著した「燕几図」という机の並べ方に関する書物があり、7個の長方形の机を並べる物であった。これを基に明の厳澄が、三角形や台形を用いた「蝶翅几」を考案し、それらを更に発展させたのがタングラムであるという説がある。
1742年に日本で「清少納言智恵の板」が刊行される。同名のシルエットパズルが紹介されているが、考案者については記されていない。翌1743年には中根彦循が著書の中で正方形を6片に切って様々な形を作ることができる例を発表している。
中国では1803年に「七巧八分図」、1813年に「七巧図合壁」という本が刊行される。これらの本はタングラムに関する本である。タングラムは19世紀初頭には欧米で広まり、ナポレオンなど様々な人が遊んだとされる。
19世紀末にはドイツのリヒター社が煉瓦と同じ素材を使ったシルエットパズルを製造・販売を開始している。アンカーパズルと呼ばれたこの商品は第一次世界大戦時に流行し、ピースの形を変えた多くのシルエットパズルが発売されるようになる。大戦終了後の需要の低下と安価なプラスチック製品の流通によりアンカーパズルは姿を消すが、いくつかの作品は名前や材質を変え販売が行われている。

## 代表的なシルエットパズル

### 知恵の板
正方形などの図形を数片（5-10片くらいの範囲が一般的）に分割し、さまざまな形を作るもの。タングラムが代表的な存在である。
タングラムの他に、以下のような物が市販されている。
ラッキーパズル
長方形を7片に分割。十字架が作れることから「クロスパズル」の別称がある。
IVYパズル
小黒三郎の作。正六角形を7片に分割。7片中の3片がそれぞれI,V.Yをかたどっている。
デビル（コボルト）
長方形（あるいは菱形を2つ直角に重ねた形）を7片に分割。
サーキュラーパズル
円を10片に分割。
コロンブスの卵
卵形を9片に分割。鳥形の造形が多い。
清少納言知恵の板
正方形を7片に分割。18世紀の日本で生まれたとされる。

#### 片数の多いもの
知恵の板の中には10以上の片を使用するものがいくつかある。片が多くなることで、より複雑な形をあらわすことも可能となる。
以下にあげるものはすべて正方形を分割したものである。
アルキメデスの小筥（ストマッキオン）
14片からなる。紀元前のギリシアで生まれたもので、記録が確認できる最古のシルエットパズルである。
益智図
15片からなる。中国で生まれた。半円の片がある。
知恵の板
15片の物と19片の物がある。18世紀末の日本で生まれた。益智図と同様、半円の片がある。

### 文字パズル
あらかじめ与えられたピースを用いて指定された形を作るもの。
以下のものが代表的
Tパズル
4片で「T」の文字を作る。
Fパズル
6片で「F」の文字を作る。芦ヶ原伸之の作。
十字架パズル
十字架を作る。片数はいくつかのバリエーションがある。